# Lacoste (Hérault)
Lacoste is een gemeente in het Franse departement Hérault (regio Occitanie) en telt 262 inwoners (2004). De plaats maakt deel uit van het arrondissement Lodève.

## Geografie
De oppervlakte van Lacoste bedraagt 7,5 km², de bevolkingsdichtheid is 34,9 inwoners per km².

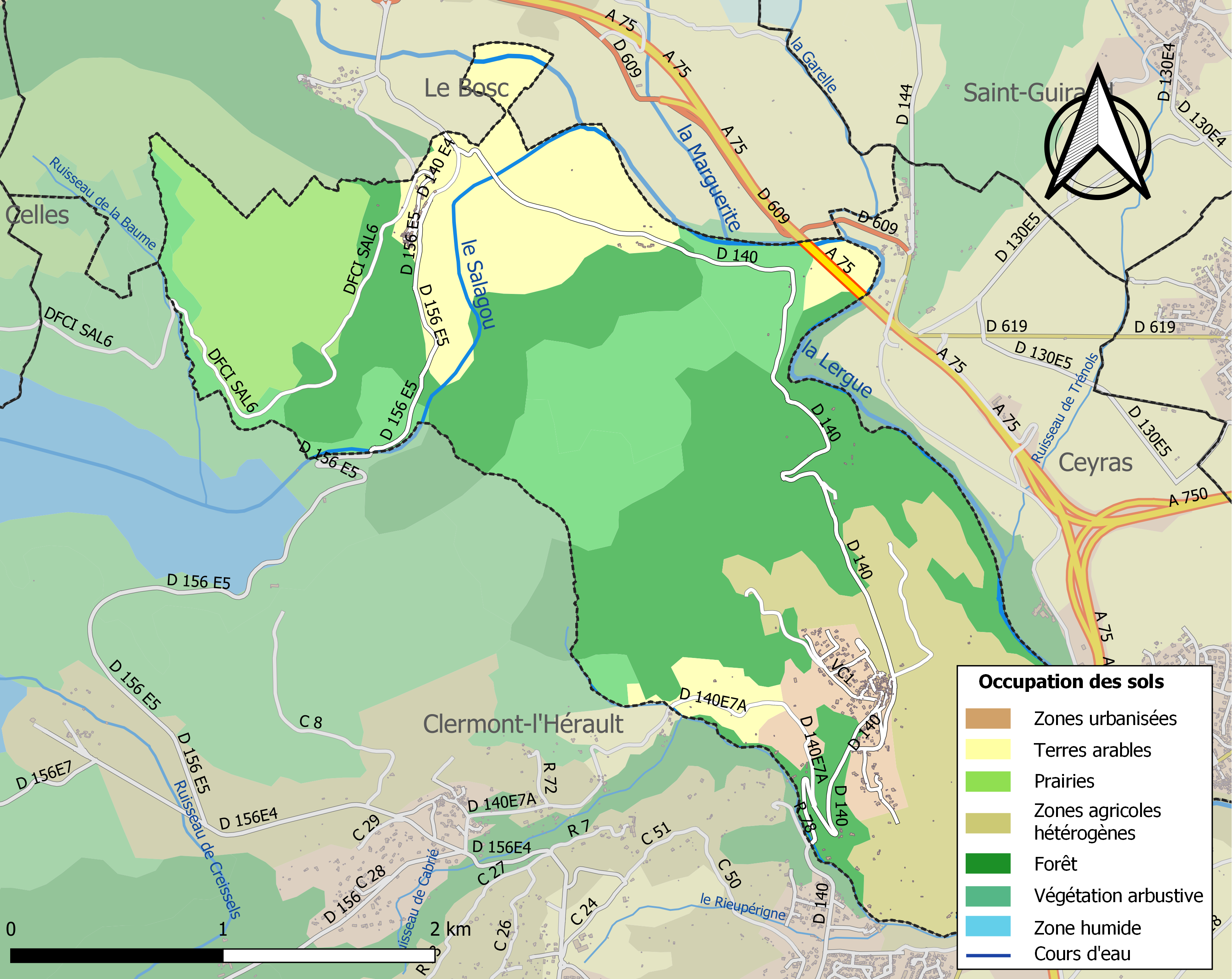
Kaart van de gemeente met de belangrijkste infrastructuur, bodemgebruik en omliggende gemeenten

## Demografie
Onderstaande figuur toont het verloop van het inwonertal (bron: INSEE-tellingen).